# Condecoración al Mérito Amanda Labarca
La Condecoración al Mérito Amanda Labarca es una distinción entregada por la Universidad de Chile a académicas destacadas "con relieves excepcionales en el campo de su profesión, en el dominio de la cultura o en el servicio del país."

## Historia
Instituida el 2 de septiembre de 1976, se otorga anualmente en una ceremonia solemne que se realiza en el Salón de Honor de la Universidad de Chile, con la asistencia de autoridades académicas, oficiales y representantes de organizaciones femeninas de Chile.
Consiste en un diploma y una medalla de plata que en una de sus caras posee la efigie de la educadora nacional Amanda Labarca y en la otra lleva el escudo de la Universidad de Chile y la inscripción: CONDECORACIÓN AL MÉRITO AMANDA LABARCA, con el año correspondiente al otorgamiento.
Diversas entidades y organizaciones femeninas de carácter universitario pueden hacer llegar a la Vicerrectoría de Asuntos Académicos de la Universidad de Chile los nombres de candidatas, con sus respectivos antecedentes curriculares y la fundamentación de la postulación.

## Condecoradas
| Año  | Nombre                            | Área                                  |
| ---- | --------------------------------- | ------------------------------------- |
| 1976 | Irma Salas Silva                  | Educación                             |
| 1978 | Amparo Arcaya Vargas              | Medicina                              |
| 1980 | Luz Bulnes Aldunate               | Derecho                               |
| 1981 | Paula Peláez Gómez                | Medicina                              |
| 1982 | Elena Martínez Chacón             | Educación                             |
| 1983 | Florencia Barrios Tirado          | Educación                             |
| 1984 | Ida Thierry Sorensen              | Medicina                              |
| 1985 | Olga Julio Zamorano               | Medicina                              |
| 1986 | María Cristina Palma              | Medicina                              |
| 1988 | Elvira Savi                       | Música                                |
| 1989 | Ema Salas Neumann                 | Educación                             |
| 1990 | Teresa Pinto Santa Cruz           | Medicina                              |
| 1991 | Gabriela Venturini Ramírez        | Medicina                              |
| 1992 | Ximena Bunster Burotto            | Antropología                          |
| 1993 | Ana Luisa Prieto Peralta          | Derecho                               |
| 1994 | Fusa Sudzuki Hills                | Agronomía                             |
| 1995 | Lucía Invernizzi Santa Cruz       | Filosofía y Humanidades               |
| 1996 | Mary Kalin Hurley                 | Ciencias                              |
| 1997 | Matilde Pérez Cerda               | Artes Plásticas                       |
| 1998 | Sylvia Segovia Polla              | Medicina                              |
| 1999 | María Teresa Infante              | Derecho, Relaciones Internacionales   |
| 2000 | María Teresa Ruiz                 | Astronomía                            |
| 2001 | Nelly Chang Hernández             | Medicina                              |
| 2002 | María Isabel Flisfisch Fernández  | Filosofía y Humanidades               |
| 2003 | Colomba Norero Vodnizza           | Medicina                              |
| 2004 | Cecilia Hidalgo Tapia             | Medicina                              |
| 2005 | Elisa Alsina Urzúa                | Música                                |
| 2006 | Carmen Luz de la Maza             | Ciencias Forestales                   |
| 2007 | Carla Cordua Sommer               | Filosofía y Humanidades               |
| 2008 | María Yolanda Bertrand Suazo      | Arquitectura y Urbanismo              |
| 2009 | Cecilia Medina Quiroga            | Derecho                               |
| 2010 | Liliana Cardemil Oliva            | Ciencias                              |
| 2011 | Betty San Martín Núñez            | Ciencias Veterinarias                 |
| 2012 | Olga Grau Duhart                  | Filosofía y Humanidades               |
| 2013 | Faride Zerán Chelech              | Instituto de la Comunicación e Imagen |
| 2014 | María Victoria Castro Rojas       | Ciencias Sociales                     |
| 2015 | Alejandra Mizala Salces           | Ciencias Físicas y Matemáticas        |
| 2016 | María Angélica Figueroa Quinteros | Derecho                               |
| 2017 | Evgenia Spodine Spiridonova       | Química                               |
| 2018 | Cecilia Albala Brevis             | Medicina interna y salud pública      |
| 2019 | Salomé Martínez                   | Ciencias Físicas y Matemáticas        |
| 2020 | Kemy Oyarzún                      | Filosofía y Humanidades               |